# 假拟沿沟草属
假拟沿沟草属（学名：Paracolpodium）是禾本科下的一个属。

## 下属物种
本属包括以下物种：
- 藏假拟沿沟草 Paracolpodium tibeticum
- Paracolpodium tzvelevii Gabrieljan